# Araneus sulfurinus
Araneus sulfurinus là một loài nhện trong họ Araneidae.
Loài này thuộc chi Araneus. Araneus sulfurinus được miêu tả năm 1883 bởi Pavesi.